# المدنية (الحديدة)

تعديل مصدري - تعديل

المدنية هي إحدى قرى الجمهورية اليمنية. تتبع جغرافيا لمحافظة الحديدةو إداريًا لمديرية زبيد، التابعة لمحافظة الحديدة اليمنية، بلغ تعداد سكانها 1919 نسمة حسب الإحصاء الذي أجري عام 2004.